# Logia 440 San Martín, Mendoza, Argentina
La Logia 440 San Martín de Mendoza es una organización masónica de la ciudad de Mendoza, Argentina.
La Logia reconoce sus orígenes en 1870 cuando se fundó la Logia Joven Mendoza n.º 35, de la Obediencia o Jurisdicción de la Gran Logia de Argentina. 
Tuvo como precursora al Primer Cuadro Lógico de la Logia Luz n.º 35 (de 1887), según consta en los archivos de la Logia Luz de Hiram:
Venerable Maestro: Sebastián Samper, grado 18; Primer Vigilante: Demetrio Mayorga, grado 3; Segundo Vigilante: Carlos Junod, grado 3; Orador: Juan E. Boshardt, grado 3; Secretario: Daniel Herrera, grado 3; Tesorero: Santiago Frugoni, grado 3; Hospitalario: Domingo Villanueva, grado 3; Experto: José Soler, grado 3; Guarda Templo: Eduardo Zafonné, grado 3; Primer Diácono: Angel Duchos, grado 18; Segundo Diácono: Angel Bahamonde, grado 3.
```
                                          * * *
```

Primer Cuadro Lógico de la Logia Nueva Hiram (de 1898), según consta en los archivos de la Logia Luz de Hiram:
Venerable Maestro: Héctor Monneret de Villars, grado 15; Primer Vigilante: Carlos Rolff, grado 18; Segundo Vigilante: Eernio Falciani, grado 9; Orador: Enrique G. Varalla, grado 18; Secretario: Vicente Lombardozzi, grado 3; Hospitalario y Tesorero: Augusto Streich, grado 3.